# Lijst van gemeenten in Bolivia
Een gemeente is een bestuurlijke eenheid in Bolivia van de vierde orde. De indeling is als volgt:

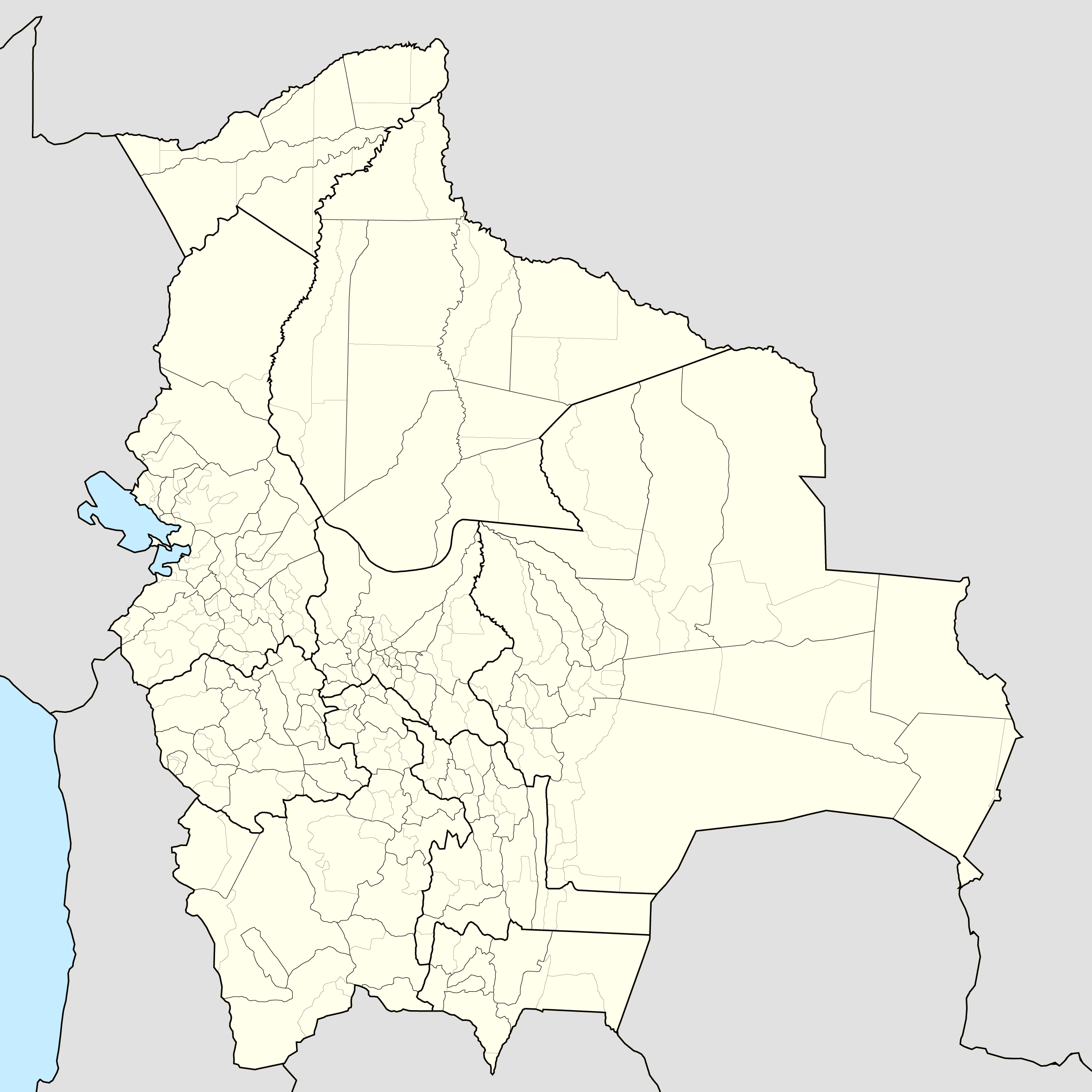
Gemeenten

- 9 departementen
  - 112 provincies
    - 339 gemeenten (municipios)
      - 1374 kantons (cantones)

## Beni
Departement Beni is verdeeld in 8 provincies en 19 gemeenten:
| Provincie      | Gemeente     | Hoofdplaats          | Kanton                                              |
| -------------- | ------------ | -------------------- | --------------------------------------------------- |
| Cercado        | Trinidad     | Trinidad             | Trinidad                                            |
| Cercado        | San Javier   | San Javier           | San Javier, San Pedro                               |
| Iténez         | Magdalena    | Magdalena            | Magdalena, Orobayaya                                |
| Iténez         | Baures       | Baures               | Baures, Mategua                                     |
| Iténez         | Huacaraje    | Huacaraje            | Huacaraje, El Carmen                                |
| José Ballivián | Reyes        | Reyes                | Reyes, Cavinas                                      |
| José Ballivián | San Borja    | San Borja            | San Borja                                           |
| José Ballivián | Santa Rosa   | Santa Rosa de Yacuma | Santa Rosa                                          |
| José Ballivián | Rurrenabaque | Rurrenabaque         | Rurrenabaque                                        |
| Mamoré         | San Joaquín  | San Joaquín          | San Joaquin, More                                   |
| Mamoré         | San Ramón    | San Ramón            | San Ramón, Las Pampitas                             |
| Mamoré         | Puerto Siles | Puerto Siles         | Puerto Siles, Alejandria, Vigo                      |
| Marbán         | Loreto       | Loreto               | Loreto, Limoquije, Sachojere, San Antonio           |
| Marbán         | San Andrés   | San Andrés           | San Andrés, Peroto                                  |
| Moxos          | San Ignacio  | San Ignacio          | San Ignacio, San Francisco, San Lorenzo             |
| Vaca Díez      | Riberalta    | Riberalta            | Riberalta, Concepción, Florida, Ivon                |
| Vaca Díez      | Guayaramerín | Guayaramerín         | Guayaramerín, Villa Bella, Cachuela Esperanza, Yata |
| Yacuma         | Santa Ana    | Santa Ana            | Santa Ana, José Agustín de Palacios                 |
| Yacuma         | Exaltación   | Exaltación           | Exaltación                                          |

## Chuquisaca
Departement Chuquisaca is verdeeld in 10 provincies en 29 gemeenten:
| Provincie                | Gemeente          | Hoofdplaats           | Kanton |
| ------------------------ | ----------------- | --------------------- | --- |
| Belisario Boeto          | Villa Serrano     | Villa Serrano         | Mendoza, Urriolagoitia, Villa Serrano |
| Hernando Siles           | Monteagudo        | Monteagudo            | Monteagudo, San Juan del Piraí |
| Hernando Siles           | Huacareta         | Huacareta             | Añimbo, Huacareta, Rosario del Ingre |
| Jaime Zudáñez            | Zudáñez           | Zudáñez               | Zudáñez |
| Jaime Zudáñez            | Icla              | Icla                  | Icla |
| Jaime Zudáñez            | Presto            | Presto                | Pasopaya, Presto, Rodeo |
| Jaime Zudáñez            | Mojocoya          | Mojocoya              | Mojocoya |
| Juana Azurduy de Padilla | Azurduy           | Azurduy               | Azurduy, Antonio Lopez, Las Casas |
| Juana Azurduy de Padilla | Tarvita           | Tarvita (Villa Orías) | Mariscal Braun, San Pedro, Tarvita |
| Luis Calvo               | Villa Vaca Guzmán | Villa Vaca Guzmán     | Iguembe, Sapirangui, Ticucha, Villa Vaca Guzmán                                                                                                   |
| Luis Calvo               | Macharetí         | Macharetí             | Camatindi, Carandayti, Ivo, Macharetí, Ñancorainza, Tiguipa                                                                                       |
| Luis Calvo               | Huacaya           | Huacaya               | Boycobo, Huacaya, Santa Rosa |
| Nor Cinti                | Camargo           | Camargo               | Camargo, Lintaca, Tacaquira |
| Nor Cinti                | San Lucas         | San Lucas             | Ajchilla, Chiñimayu, Kollpa, Ocuri, Payacota del Carmen, Pirhuani, San Lucas, Uruchini                                                            |
| Nor Cinti                | Incahuasi         | Incahuasi             | Huajlaya, Incahuasi, Pucara de Yatina |
| Nor Cinti                | Villa Charcas     | Villa Charcas         | Villa Charcas, Santa Elena |
| Oropeza                  | Sucre             | Sucre                 | Arabate, Chaunaca, Chuqui Chuqui, Huanifaya, Huata, La Palca, Mamahuasi, Maragua, Mojotoro, Potolo, Quila Quila, San Lazaro, San Sebastian, Sucre |
| Oropeza                  | Poroma            | Poroma                | Copavillkhi, Pojpo, Poroma, Sapse, Sijcha, Huañoma                                                                                                |
| Oropeza                  | Yotala            | Yotala                | Huayllas, Pulqui, Tuero, Yotala |
| Sud Cinti                | Culpina           | Culpina               | Culpina, El Palmar, La Cienega, La Loma, La Cueva, Pilaya, Salitre, San Francisco                                                                 |
| Sud Cinti                | Las Carreras      | Las Carreras          | Impora, Las Carreras, La Torre, Lime, San Juan, Santa Rosa, Socpora, Taraya                                                                       |
| Sud Cinti                | Camataqui         | Camataqui             | Camataqui, Tarcana, Villa Abecia |
| Tomina                   | Padilla           | Padilla               | Padilla |
| Tomina                   | Tomina            | Tomina                | Tomina |
| Tomina                   | Sopachuy          | Sopachuy              | Sopachuy |
| Tomina                   | El Villar         | El Villar             | El Villar, Juana Azurduy de Padilla |
| Tomina                   | Villa Alcalá      | Villa Alcalá          | Villa Alcalá |
| Yamparáez                | Tarabuco          | Tarabuco              | Tarabuco, Pajcha |
| Yamparáez                | Yamparáez         | Yamparáez             | Yamparáez, Sotomayor |

## Cochabamba
Departement Cochabamba is verdeeld in 16 provincies en 47 gemeenten:
| Provincie       | Gemeente          | Hoofdplaats       | Kanton                                                                                   |
| --------------- | ----------------- | ----------------- | ---------------------------------------------------------------------------------------- |
| Arani           | Arani             | Arani             | Arani, Collpa, Pocoata                                                                   |
| Arani           | Vacas             | Vacas             | Vacas                                                                                    |
| Arque           | Arque             | Arque             | Arque, Colcha                                                                            |
| Arque           | Tacopaya          | Tacopaya          | Tacopaya, Ventilla                                                                       |
| Ayopaya         | Ayopaya           | Independencia     | Ayopaya, Calchani, Icoza                                                                 |
| Ayopaya         | Morochata         | Morochata         | Chinchiri, Pucarani, Punacachi, Yayani                                                   |
| Ayopaya         | Cocapata          | Cocapata          | Choquecamata, Cocapata, Icari                                                            |
| Bolívar         | Bolívar           | Bolívar           | Bolívar, Carpani, Challoma, Comuna, Coyuna, Jorenko, Vilacaya, Villa Victoria, Yarbicoya |
| Capinota        | Capinota          | Capinota          | Capinota, Chamoco, Tokho Halla, Villcabamba                                              |
| Capinota        | Santiváñez        | Santiváñez        | Calera, Caporaya, Caraza, Chojtama, Huañacota, Poquera, Santiváñez                       |
| Capinota        | Sicaya            | Sicaya            | Orcoma, Sicaya                                                                           |
| Carrasco        | Totora            | Totora            | Arepucho, Icuna, Tiraque "C", Totora                                                     |
| Carrasco        | Puerto Villarroel | Puerto Villarroel | Ivirgarzama, Mariposas, Puerto Villarroel, Valle Ivirza                                  |
| Carrasco        | Pojo              | Pojo              | Chalguani, Chuquiomo, Duraznillo, Guarayos, Mamoré, Palca, Pojo, Real, Rodeo             |
| Carrasco        | Chimoré           | Chimoré           | Chimoré                                                                                  |
| Carrasco        | Pocona            | Pocona            | Chimboata, Chillicchi, Conda, Huayapacha, Pocona                                         |
| Carrasco        | Entre Ríos        | Entre Ríos        | Entre Ríos                                                                               |
| Cercado         | Cochabamba        | Cochabamba        | Cochabamba                                                                               |
| Chapare         | Sacaba            | Sacaba            | Aguirre, Chiñata, Lava Lava, Quewiñapampa, Sacaba, Ucuchi                                |
| Chapare         | Villa Tunari      | Villa Tunari      | Mendoza, Paracti, Villa Tunari                                                           |
| Chapare         | Colomi            | Colomi            | Candelaria, Colomi, San José, Tablas Monte                                               |
| Esteban Arce    | Tarata            | Tarata            | Huayculi,Huasa Rancho, Izata, Tarata                                                     |
| Esteban Arce    | Anzaldo           | Anzaldo           | Anzaldo, La Vina, Quiriria                                                               |
| Esteban Arce    | Arbieto           | Arbieto           | Arbieto, Aranjuez, Arpita                                                                |
| Esteban Arce    | Sacabamba         | Sacabamba         | Apillapa, Challaque, Matarani, Quekoma, Sacabamba                                        |
| Germán Jordán   | Cliza             | Cliza             | Chullpas, Cliza, Huasacalle, Santa Lucía                                                 |
| Germán Jordán   | Toko              | Toco              | Toko                                                                                     |
| Germán Jordán   | Tolata            | Tolata            | Tolata                                                                                   |
| Mizque          | Mizque            | Mizque            | Mizque, Cauta, Molinero, Taboada, Tin Tin, Vicho Vicho                                   |
| Mizque          | Alalay            | Alalay            | Alalay, Ayapampa                                                                         |
| Mizque          | Vila Vila         | Vila Vila         | Vila Vila, Siquimira                                                                     |
| Narciso Campero | Aiquile           | Aiquile           | Aiquile, Quiroga, Villa Granado                                                          |
| Narciso Campero | Omereque          | Omereque          | Chari Cari, Ele Ele, Huanacuni Grande, Omereque, Peña Colorada, Perereta                 |
| Narciso Campero | Pasorapa          | Pasarapa          | Pasorapa                                                                                 |
| Punata          | Punata            | Punata            | Punata                                                                                   |
| Punata          | San Benito        | San Benito        | Huaricya, San Benito, Sunchu Pampa                                                       |
| Punata          | Villa Rivero      | Villa Rivero      | Villa Rivero                                                                             |
| Punata          | Cuchumuela        | Cuchumuela        | Cuchumuela                                                                               |
| Punata          | Tacachi           | Tacachi           | Tacachi                                                                                  |
| Quillacollo     | Quillacollo       | Quillacollo       | El Paso, Quillacollo                                                                     |
| Quillacollo     | Colcapirhua       | Colcapirhua       | Colcapirhua, Santa Rosa                                                                  |
| Quillacollo     | Tiquipaya         | Tiquipaya         | Tiquipaya                                                                                |
| Quillacollo     | Vinto             | Vinto             | Anocaraire, La Chulla, Machac Marca, Vinto                                               |
| Quillacollo     | Sipe Sipe         | Sipe Sipe         | Itapaya, Mallco Rancho, Sipe Sipe                                                        |
| Tapacarí        | Tapacarí          | Tapacarí          | Challa, Leque, Ramadas, Tapacarí                                                         |
| Tiraque         | Tiraque           | Tiraque           | Palca, Tiraque                                                                           |
| Tiraque         | Shinahota         | Shinahota         | Shinahota                                                                                |

## La Paz
Departement La Paz is verdeeld in 20 provincies en 87 gemeenten:
| Provincie             | Gemeente                    | Hoofdplaats           | Kanton |
| --------------------- | --------------------------- | --------------------- | --- |
| Abel Iturralde        | Ixiamas                     | Ixiamas               | Ixiamas |
| Abel Iturralde        | San Buenaventura            | San Buena Ventura     | San Buena Ventura, San Jose de Chupiamonas, Tumupasa |
| Aroma                 | Sica Sica                   | Sica Sica             | Ayamaya, Chijmuni, Colpapucho Belen, Germán Busch, Kajani, Machacamarca, Manuel Isodoro Belzu, Panduro, Pujravi, Sica Sica, Villa Chuakhollu Grande                                                                      |
| Aroma                 | Umala                       | Umala                 | Asunción Huancaroma, Cañaviri, Llanga Belen, Puerto Huari Belen, San José de Llanga, San Miguel de Copani, Santiago de Collana, Umala, Vituy Vinto                                                                       |
| Aroma                 | Ayo Ayo                     | Ayo Ayo               | Ayo Ayo, Collana Tolar, Santa Rosa de Lima, Tupac Katari, Villa Carmen |
| Aroma                 | Calamarca                   | Calamarca             | Ajoya, Calamarca, Cosmini, San Antonio de Senkata, Sivincani, Vilaque Copata, Villa El Carmen de Caluyo |
| Aroma                 | Patacamaya                  | Patacamaya            | Chacoma, Chairumani, Chiaraque, Colchani, Culta Arallanga, Iquiaca de Umala, Patacamaya, Pusuta, San Martin de Iquiaca, Villa Concepción de Belen, Villa Patarani, Viscachani                                            |
| Aroma                 | Colquencha                  | Colquencha            | Colquencha, Marquirivi, Micaya, Nueva Esperanza de Machacamarca, Santiago de Llallagua |
| Aroma                 | Collana                     | Collana               | Collana, Collana Uncallamaya, Hichuaraya Chico |
| Bautista Saavedra     | Charazani (Juan José Pérez) | Charazani             | Amarete, Carijana, Chari, Chullina, Charazani (General Juan José Pérez), Ramon Gonzales (A. Chajlaya), Santa Rosa de Caata                                                                                               |
| Bautista Saavedra     | Curva                       | Curva                 | Calaya, Cañisaya, Curva, Kapna, Lagunillas, Puli, Taypi Cañuhuma, Upinhuaya |
| Caranavi              | Caranavi                    | Caranavi              | Alcoche, Alto Illimani, Belen, Calama, Caranavi, Carrasco, Carrasco La Reserva, Chojña, Choro, Eduardo Avaroa, Incahuara de Ckullu Kuchu, Rosario Entre Ríos, San Pablo, Santa Fe, Taypiplaya, Uyunense, Villa Elevacion |
| Caranavi              | Alto Beni                   | Caserío Nueve         | Inicua Bajo, Santa Ana de Alto Beni, Santa Ana de Caranavi, Santa Rosa, Suapi de Alto Beni, |
| Eliodoro Camacho      | Puerto Acosta               | Puerto Acosta         | Chiñaya 6 de Agosto, Puerto Acosta, Puerto Parajachi, San Juan de Cancanani |
| Eliodoro Camacho      | Mocomoco                    | Mocomoco              | Italaque, Mocomoco, Pacaures, Tajani, Villa Rosario de Wila Khala |
| Eliodoro Camacho      | Puerto Carabuco             | Puerto Carabuco       | Ambana, Puerto Carabuco, Puerto Chaguaya, San Miguel de Yaricoa |
| Eliodoro Camacho      | Humanata                    | Humanata              | Humanata |
| Eliodoro Camacho      | Escoma                      | Escoma                | Escoma, Collasuyo, Peninsula de Challapata, Villa Puni |
| Franz Tamayo          | Apolo                       | Apolo                 | Apolo, Aten, Mojos, Pata, Santa Cruz del Valle Ameno |
| Franz Tamayo          | Pelechuco                   | Pelechuco             | Antaquilla de Copacabana, Pelechuco, Suches, Ulla Ulla |
| Gualberto Villarroel  | San Pedro de Curahuara      | San Pedro             | Chilahuala, Conchari, German Busch, Jalsuri, Jankho Marca, Pedro Domingo Murillo, Puerto Capitan Castrillo, Río Mulato Kari, San Pedro de Curahuara, Villa Manquiri, Waldo Ballivian                                     |
| Gualberto Villarroel  | Papel Pampa                 | Papel Pampa           | Caylla Churo, Circa Cruzani, Eduardo Abaroa, Molle Bamba, Pacollo, Papel Pampa, Rivera Alta, San Felipe de Challa, Unopata                                                                                               |
| Gualberto Villarroel  | Chacarilla                  | Chacarilla            | Chacarilla, Puerto Aroma, Rosa Pata |
| Ingavi                | Tiahuanacu                  | Tiawanacu             | Huacullani, Pillapi San Agustín, Tihuanacu |
| Ingavi                | Viacha                      | Viacha                | Chacoma Irpa Grande, General José Ballivian, Ichuraya Grande, Irpuma Irpa Grande, Viacha, Villa Remedíos, Villa Santiago de Chacoma                                                                                      |
| Ingavi                | Guaqui                      | Guaqui                | Guaqui |
| Ingavi                | Desaguadero                 | Desaguadero           | Desaguadero, San Juan de Huancollo |
| Ingavi                | San Andrés de Machaca       | San Andrés de Machaca | Chuncarcota de Machaca, Conchacollo de Machaca, Laquinamaya, Mauri, Nazacara, San Andrés de Machaca, Sombra Pata, Villa Artasivi de Machaca, Villa Pusuma Alto Machaca                                                   |
| Ingavi                | Jesús de Machaca            | Jesús de Machaca      | Aguallamaya, Chama, Cuipa España de Machaca, Jesús de Machaca, Kalla Tupac Katari, Khonkho San Salvador, Mejillones de Machaca, Santa Ana de Machaca, Santo Domingo de Machaca, Villa Asunción de Machaca                |
| Ingavi                | Taraco                      | Taraco                | Santa Rosa de Taraco, Taraco |
| Inquisivi             | Inquisivi                   | Inquisivi             | Arcopongo, Capiñata, Cavari, Eduardo Abaroa, Escola, Inquisivi, Pocusco, Siguas |
| Inquisivi             | Cajuata                     | Cajuata               | Cajuata, Circuata, Huaritolo, Suri |
| Inquisivi             | Colquiri                    | Colquiri              | Caluyo, Colquiri, Coriri, Huayllamarca, Lanza, Pauca, Villa Hancacota, Uyuni |
| Inquisivi             | Ichoca                      | Ichoca                | Franz Tamayo, General Camacho, German Busch, Gualberto Villarroel, Ichoca, Luruhuata, Villa San Antonio Sirarani |
| Inquisivi             | Licoma Pampa                | Licoma                | Charapaxi, Licoma |
| Inquisivi             | Quime                       | Quime                 | Choquetanga, Figueroa, Huaña Cota, Quime |
| José Manuel Pando     | Santiago de Machaca         | Santiago de Machaca   | Bautista Saavedra, Berenguela, Exaltación, General José Ballivian, Santiago de Huari Pujio, Santiago de Machaca |
| José Manuel Pando     | Catacora                    | Catacora              | Catacora, Pairumani Grande, Pojo Pajchiri, Thola Khollu |
| Larecaja              | Sorata                      | Sorata                | Ankoma, Chuchulaya, Guachalla, Obispo Bosque, San Antonio de Millipaya, Sorata, Yani |
| Larecaja              | Combaya                     | Combaya               | Combaya, San Pedro de Sorejaya |
| Larecaja              | Guanay                      | Guanay                | Guanay, San Juan de Challana, Santa Rosa |
| Larecaja              | Mapiri                      | Mapiri                | Mapiri |
| Larecaja              | Quiabaya                    | Quiabaya              | Quiabaya |
| Larecaja              | Tacacoma                    | Tacacoma              | Ananea, Chumisa, Collabamba, Consata, Tacacoma |
| Larecaja              | Teoponte                    | Teoponte              | Teoponte |
| Larecaja              | Tipuani                     | Tipuani               | Carguarani, Cotapampa, Paniagua, Tipuani |
| Loayza                | Luribay                     | Luribay               | Anchallani, Eduardo Abaroa Colliri, Luribay, Poroma, Porvenir, Taucarasi |
| Loayza                | Cairoma                     | Cairoma               | Asiento Araca, Cairoma, Keraya, Saya, Tienda Pata |
| Loayza                | Malla                       | Malla                 | Coque, Malla, Rodeo |
| Loayza                | Sapahaqui                   | Sapahaqui             | Caracato, Muruhuta, Sapahaqui |
| Loayza                | Yaco                        | Yaco                  | Caxata, Challoma, Chucamarca, Llipi Llipi, Tablachaca, Umalaco, Villa Puchuni, Yaco |
| Los Andes             | Pucarani                    | Pucarani              | Catavi, Chojasivi, Cohana, Lacaya, Patamanta, Pucarani, Villa Ascencion de Chipamaya, Villa Iquiaca, Villa Pabon de Chiarpata, Villa Rosario de Corapata, Villa Vilaque                                                  |
| Los Andes             | Batallas                    | Batallas              | Batallas, Huancane, Karhuisa, Kerani, Peñas, Villa Asuncion Tuquia, Villa San Juan de Chachacomani, Villa Remedios de Calasaya                                                                                           |
| Los Andes             | Laja                        | Laja                  | Collo Collo, Curva Pucara, Laja, San Juan Rosario, Tambillo, Villa San Juan de Satatotora |
| Los Andes             | Puerto Pérez                | Puerto Pérez          | Aygachi, Cascachi, Puerto Pérez, Suriqui |
| Manco Kapac           | Copacabana                  | Copacabana            | Copacabana, Lokha, Zampaya |
| Manco Kapac           | San Pedro de Tiquina        | San Pedro de Tiquina  | Calata de San Martin, San Pablo de Tiquina, San Pedro de Tiquina, Santiago de Ojje, Villa Amacari |
| Manco Kapac           | Tito Yupanqui               | Tito Yupanqui         | Tito Yupanqui |
| Muñecas               | Chuma                       | Chuma                 | Chajlaya, Chuma, Luquisani, Sococoni, Timusi, Tuiluni |
| Muñecas               | Ayata                       | Ayata                 | Ayapata, Camata |
| Muñecas               | Aucapata                    | Aucapata              | Aucapata, Pusillani |
| Nor Yungas            | Coroico                     | Coroico               | Coroico, Mururata, Pacollo |
| Nor Yungas            | Coripata                    | Coripata              | Arapata, Coripata, Milluhuaya |
| Omasuyos              | Achacachi                   | Achacachi             | Achacachi, Ajllata Grande, Franz Tamayo, Jancko Amaya, Villa Asuncion de Corpaputo, Warisata |
| Omasuyos              | Ancoraimes                  | Ancoraimes            | Ancoraimes, Cajiata, Cheje Pampa, Chojñapata-Chiñaja, Sotalaya, Villa Macamaca |
| Omasuyos              | Chua Cocani                 | Chua Cocani           | Chua Cocani, Chuavisalaya, Soncachi Grande |
| Omasuyos              | Huarina                     | Huarina               | Copancara, Huarina |
| Omasuyos              | Santiago de Huata           | Santiago de Huata     | Kalaque, Santiago de Huata |
| Omasuyos              | Huatajata                   | Huatajata             | Huatajata |
| Pacajes               | Coro Coro                   | Coro Coro             | Caquingora, Coro Coro, Jancko Marca Sirpa, Jayuma Llallagua, José Manuel Pando, Muro Pilar Mejillones, Porvenir de Quilloma, Rosapata Huancarama, Topohoco, Villa Exaltación de Enequella                                |
| Pacajes               | Caquiaviri                  | Caquiaviri            | Achiri, Antaquira, Caquiaviri, Chojñapampa de Vichaya, Jihuacuta, Kasillunca, Laura Lloko Lloko, Tincachi, Vichaya, Villa Anta, Villa Chocorosi                                                                          |
| Pacajes               | Calacoto                    | Calacoto              | Audiencia, Calacoto, Caracollo, Challuyo, General Camacho, General Campero, Laguna Blanca, Max Toledo, Okoruro, Playa Verde, Rosario, Ulloma, Villa Condor Iquiña                                                        |
| Pacajes               | Comanche                    | Comanche              | Comanche, General José Ballivián, Rosas Pata Tuli, Tocopilla Cantuyo |
| Pacajes               | Charaña                     | Charaña               | Charaña, Chinocavi, Eduardo Abaroa, General Perez, Ladislao Cabrera, Río Blanco |
| Pacajes               | Waldo Ballivián             | Tumarapi              | Waldo Ballivián (C. Tumarapi) |
| Pacajes               | Callapa                     | Callapa               | Callapa, Calteca, Romero Pampa, San Francisco de Yaribay, Villa Puchuni |
| Pacajes               | Nazacara de Pacajes         | Nazacara de Pacajes   | Nazacara de Pacajes |
| Pedro Domingo Murillo | La Paz                      | La Paz                | La Paz, Zongo |
| Pedro Domingo Murillo | Palca                       | Palca                 | Cohoni, Palca, Qillihuaya |
| Pedro Domingo Murillo | Mecapaca                    | Mecapaca              | Chanka, Collana, Mecapaca, Santiago de Collana |
| Pedro Domingo Murillo | Achocalla                   | Achocalla             | Achocalla, Asunta Quillviri, Villa Concepción |
| Pedro Domingo Murillo | El Alto                     | El Alto (Palca)       | El Alto |
| Sud Yungas            | Chulumani                   | Chulumani             | Chirca, Chulumani, Huancane, Ocobaya, Villa Asunta |
| Sud Yungas            | La Asunta                   | La Asunta             | Calisaya, Chamaca, Charia, Colopampa Grande, Cotopata, Huayabal, La Asunta, La Calzada, Las Mercedes, Puerto Rico, San José, Villa Barrientos, Yanamayu                                                                  |
| Sud Yungas            | Palos Blancos               | Palos Blancos         | Palos Blancos |
| Sud Yungas            | Irupana                     | Irupana               | Chicaloma, Irupana, Lambate, Laza, Taca, Victorio Lanza |
| Sud Yungas            | Yanacachi                   | Yanacachi             | Villa Aspiazu, Yanacachi |

## Oruro
Departement Oruro is verdeeld in 16 provincies en 35 gemeenten:
| Provincie            | Gemeente                 | Hoofdplaats              | Kanton |
| -------------------- | ------------------------ | ------------------------ | --- |
| Atahuallpa           | Sabaya                   | Sabaya                   | Alaroco, Bella Vista, Cahuana, Cruz de Huayllas, Julo, Negrillos, Pacariza, Pagador, Parajaya, Pisiga Bolívar Sucre, Quea Queani, Sabaya, Sacabaya, San Antonio de Pitacollo, Tunape, Villa Rosario, Villa Vitalina |
| Atahuallpa           | Chipaya                  | Chipaya                  | Ayparavi, Chipaya, Vestrullani |
| Atahuallpa           | Coipasa                  | Coipasa                  | Coipasa |
| Carangas             | Corque                   | Corque                   | Caracota, Copacabana, Corque, Jancocala, Laca Laca Quita Quita, Opoqueri, Payoco, Pomata Aite, San Antonio de Arcala, San Jose de Kala, San Pedro de Huaylloco, Villa Esperanza, Villa Tarucachi                    |
| Carangas             | Choquecota               | Choquecota               | Asuncion Laca Laca, Choquecota |
| Cercado              | Oruro                    | Oruro                    | Oruro, Paria, Teniente Bullain |
| Cercado              | Caracollo                | Caracollo                | Caracollo, Kemalla, Lajma, La Joya, Sillota, Sillota Belen, Vilacara |
| Cercado              | El Choro                 | El Choro                 | Challacollo, Crucero Belen, El Choro, Rancho Grande, San Felipe de Chaitavi |
| Cercado              | Soracachi                | Soracachi                | Iruma, Lequepalca, Huayña Pasto Grande, Soracachi, 9 de Abril (Thola Palca) |
| Eduardo Avaroa       | Challapata               | Challapata               | Ancacato, Challapata, Culta, Huancane |
| Eduardo Avaroa       | Santuario de Quillacas   | Santuario de Quillacas   | Santuario de Quillacas, Sevaruyo, Soraga |
| Ladislao Cabrera     | Salinas de Garcí Mendoza | Salinas de Garci Mendoza | Aroma, Challacota, Concepción de Belén, Jirira, Salinas de Garcí Mendoza, San Martin, Ucumasi, Villa Esperanza |
| Ladislao Cabrera     | Pampa Aullagas           | Pampa Aullagas           | Bengal Vinto, Ichalula, Pampa Aullagas |
| Litoral de Atacama   | Huachacalla              | Huachacalla              | Huachacalla |
| Litoral de Atacama   | Esmeralda                | Esmeralda                | Belén, Esmeralda, Pena Penani, Romero Pampa |
| Litoral de Atacama   | Cruz de Machacamarca     | Cruz de Machacamarca     | Cruz de Machamarca, Florida, Huayllas |
| Litoral de Atacama   | Escara                   | Escara                   | Escara, Payrumani del Litoral |
| Litoral de Atacama   | Yunguyo del Litoral      | Yunguyo del Litoral      | Yunguyo |
| Nor Carangas         | Huayllamarca             | Huayllamarca             | Belén de Choquecota, Bella Vista, Chojnahuma, Chuquichambi, Huayllamarca, LLanquera, Puerto Nequeta, San Miguel, Tunupa                                                                                             |
| Pantaléon Dalence    | Villa Huanuni            | Huanuni                  | Bombo, Cataricahua, Huallatiri, Huanuni, Morococala, Negro Pabellon |
| Pantaléon Dalence    | Machacamarca             | Machacamarca             | Machacamarca, Vicente Ascarrunz |
| Poopó                | Poopó                    | Poopó                    | Coripata, Poopó, Venta y Media |
| Poopó                | Pazña                    | Pazña                    | Avicaya, Pazña, Peñas, Totoral, Urmiri |
| Poopó                | Antequera                | Antequera                | Antequera, Chalguamayu, Tutuni |
| Puerto de Mejillones | La Rivera                | La Rivera                | La Rivera |
| Puerto de Mejillones | Todos Santos             | Todos Santos             | Todos Santos |
| Puerto de Mejillones | Carangas                 | Carangas                 | Carangas |
| Sajama               | Curahuara de Carangas    | Curahuara de Carangas    | Caripe, Curahuara de Carangas, Laguna, Sajama |
| Sajama               | Turco                    | Turco                    | Chachacomani, Cosapata, Turco |
| San Pedro de Totora  | Totora                   | Totora                   | Calazaya, Chojna Cota, Crucero, Culta, Huacanapi, Marquirivi, Totora |
| Saucarí              | Toledo                   | Toledo                   | Catuyo, Challa Cruz, Challavito, Chocorasi, Chuquina, Collpahuma, Culluri, Kari Kari, Saucarí, Toledo, Untavi |
| Sebastián Pagador    | Santiago de Huari        | Santiago de Huari        | Belen, Caico Bolivar, Castilla Huma, Condo "C", Condo "K", Guadalupe, Lagunillas, Locumpaya, Santiago de Huari, Urmiri, Vichaj Lupe                                                                                 |
| Sud Carangas         | Andamarca                | Andamarca                | Andamarca, Eduardo Avaroa, Orinoca |
| Sud Carangas         | Belén de Andamarca       | Belén de Andamarca       | Belén de Andamarca, Cruz Huayllamarca, Real Machacamarca, Calama Huayllamarca |
| Tomas Barrón         | Eucaliptus               | Eucaliptus               | Eucaliptus |

## Pando
Departement Pando is verdeeld in 5 provincies en 15 gemeenten:
| Provincie      | Gemeente              | Hoofdplaats           | Kanton                                 |
| -------------- | --------------------- | --------------------- | -------------------------------------- |
| Abuná          | Santa Rosa del Abuná  | Santa Rosa del Abuná  | Nacebe, Teduzara                       |
| Abuná          | Ingavi                | Humaita               | Ingavi, Tacna (Humaita)                |
| Federico Román | Nueva Esperanza       | Nueva Esperanza       | Nueva Esperanza, Río Negro             |
| Federico Román | Villa Nueva           | Villa Nueva           | Villa Nueva, Perseverancia (Loma Alta) |
| Federico Román | Santos Mercado        | Santos Mercado        | Eureka, Mukuripi                       |
| Madre de Dios  | Puerto Gonzalo Moreno | Puerto Gonzalo Moreno | Agua Dulce, Trinidad                   |
| Madre de Dios  | San Lorenzo           | San Lorenzo           | Chorrillos, Exaltacion, Fortaleza      |
| Madre de Dios  | Sena                  | Sena                  | Asunción, Bolívar                      |
| Manuripi       | Puerto Rico           | Puerto Rico           | Conquista, El Carmen, Victoria         |
| Manuripi       | Filadelfia            | Filadelfia            | Arroyo Grande, San Miguelito, Chive    |
| Manuripi       | San Pedro             | San Pedro             | Maravilla, San Pablo                   |
| Nicolás Suárez | Cobija                | Cobija                | Santa Cruz de Cobija                   |
| Nicolás Suárez | Porvenir              | Porvenir              | Campo Ana, San Luis                    |
| Nicolás Suárez | Bella Flor            | Bella Flor            | Costa Rica, Mercier                    |
| Nicolás Suárez | Bolpebra              | San Pedro de Bolpebra | Chapacura, Mukden                      |

## Potosí
Departement Potosí is verdeeld in 16 provincies en 40 gemeenten:
| Provincie          | Gemeente                 | Hoofdplaats              | Kanton |
| ------------------ | ------------------------ | ------------------------ | --- |
| Alonso de Ibáñez   | Sacaca                   | Sacaca                   | Colloma, Sacaca, Wila Circa |
| Alonso de Ibáñez   | Caripuyu                 | Caripuyu                 | Caripuyo, Challviri, Chaicuriri, Chojlla, Cotana, Huanacoma, Jankho Jankho, Juntavi |
| Antonio Quijarro   | Uyuni                    | Uyuni                    | Chacala, Coroma, Huanchaca, Pulacayo, Uyuni |
| Antonio Quijarro   | Tomave                   | Tomave                   | Apacheta, Calasaya, Opoco, San Francisco de Tarana, Tacora, Ticatica, Tolapampa, Tomave, Ubina, Viluyo, Yura |
| Antonio Quijarro   | Porco                    | Porco                    | Churcuita, Condoriri, Karma, Porco |
| Bernardino Bilbao  | Acasio                   | Acasio                   | Acasio, Taconi de Caine |
| Bernardino Bilbao  | Arampampa                | Arampampa                | Arampampa, Charca Marcavi, Huaycuri, Humavisa, Pararani, Santiago, Sarcuri, Molle Villque |
| Charcas            | San Pedro de Buena Vista | San Pedro de Buena Vista | Eskencachi, Micani, Moscari, San Marcos, San Pedro, Toracari |
| Charcas            | Toro Toro                | Toro Toro                | Anahuani, Carasi, Julo Grande, Tambo Khasa, Toro Toro, Yambata |
| Chayanta           | Colquechaca              | Colquechaca              | Ayoma, Colquechaca, Macha, Rosario, Surumi |
| Chayanta           | Ravelo                   | Ravelo                   | Antora, Huaycoma, Pitantora, Ravelo, Tomoyo, Toroca |
| Chayanta           | Pocoata                  | Pocoata                  | Campaya, Chayala, Pocoata, Quesem Phuco, San Juan de Arrospata, San Miguel de Kari, Senajo, Tacarani, Tomuyo |
| Chayanta           | Ocurí                    | Ocurí                    | Chairapata, Maragua, Marcoma, Ocurí |
| Cornelio Saavedra  | Betanzos                 | Betanzos                 | Betanzos, Millares, Otuyo, Poco Poco, Potobamba, Quivincha, Siporo, Tecoya, Tuero Tuero, Villa El Carmen |
| Cornelio Saavedra  | Tacobamba                | Tacobamba                | Ancoma, Colaví, Machacamarca, Rodeo Rodeo, Tacobamba, Yawacari |
| Cornelio Saavedra  | Chaquí                   | Chaqui                   | Chaquí, Coipasi |
| Daniel Campos      | Llica                    | Llica                    | Cahuana, Canquella, Chacoma, Llica, Palaya, San Pablo de Napa, Tres Cruces |
| Daniel Campos      | Tahua                    | Tahua                    | Ayque, Cacoma, Caquena, Coqueza, Tahua, Yonza |
| Enrique Baldivieso | San Agustín              | San Agustín              | Alota, Cerro Gordo, San Agustín, Todos Santos |
| José María Linares | Puna                     | Puna                     | Belen, German Busch, Inchasi, Miculpaya, Otavi, Pacasi, Puna, Sepulturas, Vilacaya |
| José María Linares | Caiza „D“                | Caiza „D“                | Caiza "D", Cucho Ingenio, La Lava, Pancoche, Tuctapari |
| José María Linares | Ckochas                  | Ckochas                  | Duraznos, Turuchipa, Linares Norte, Keluyo, Cebadillas |
| Modesto Omiste     | Villazón                 | Villazón                 | Berque, Casira, Chagua, Chipihuayco, Mojo, Moraya, Sagnasti, Salitre, San Pedro de Sococha, Sarcari, Sococha, Villazon, Yuruma |
| Nor Chichas        | Cotagaita                | Cotagaita                | Carlos Medinacelli, Cerro Colorado, Chati, Cornaca, Cotagaita, El Manzanal, La Carreta, Laytapi, Pampa Grande, Quechisla, Mormorque, Ramadas, Río Blanco, Sagrario, Toropalca, Tumusla, Valle Hermoso, Vichacla, Villa Concepcion |
| Nor Chichas        | Vitichi                  | Vitichi                  | Ara, Calcha, Vitichi, Yawisla |
| Nor Lípez          | Colcha "K"               | Colcha "K"               | Atulcha, Chuvica, Calcha „K“, Cocani, Colcha „K“, Julaca, Llavica, Río Grande, San Cristóbal, San Juan, Santiago, Santiago de Agencha, Soniquera                                                                                  |
| Nor Lípez          | San Pedro de Quemes      | San Pedro de Quemes      | Cana, Chiguana, Pajancha, Pelcoya, San Pedro de Quemes |
| Rafael Bustillo    | Uncía                    | Uncía                    | Uncía, Cala Cala |
| Rafael Bustillo    | Llallagua                | Llallagua                | Llallagua, Jachojo |
| Rafael Bustillo    | Chayanta                 | Chayanta                 | Amayapampa, Aymaya, Chayanta, Chiuta Cala Cala, Coataca, Irupata, Nueva Colcha, Panacachi, Río Verde |
| Rafael Bustillo    | Chuquihuta               | Chuquihuta               | Chuquihuta, Tacopalca, Luluni |
| Sud Chichas        | Tupiza                   | Tupiza                   | Chillco, Concepcion, Esmoraca, Oploca, Oro Ingenio, Quiriza, Rufino Carrasco, Soracaya, Suipacha, Talina, Tupiza, Villa Pacheco                                                                                                   |
| Sud Chichas        | Atocha                   | Atocha                   | Atocha, Chocaya, Chorolque Viejo, Guadalupe, Portugalete, San Vicente, Tacmari |
| Sud Lípez          | San Pablo de Lípez       | San Pablo de Lípez       | Quetena Grande, San Antonio de Lípez, San Pablo de Lípez |
| Sud Lípez          | San Antonio de Esmoruco  | San Antonio de Esmoruco  | Guadalupe, San Antonio de Esmoruco |
| Sud Lípez          | Mojinete                 | Mojinete                 | Bonete Palca, Casa Grande, La Cienega, Mojinete, Pueblo Viejo |
| Tomás Frías        | Potosí                   | Potosí                   | Chulchucani, Huari Huari, Potosí, Tarapaya |
| Tomás Frías        | Tinguipaya               | Tinguipaya               | Anthura, Tinguipaya |
| Tomás Frías        | Yocalla                  | Yocalla                  | Salinas de Yocalla, Santa Lucia, Yocalla |
| Tomás Frías        | Urmiri                   | Urmiri                   | Cahuayo, Urmiri |

## Santa Cruz
Departement Santa Cruz is verdeeld in 15 provincies en 56 gemeenten:
| Provincie              | Gemeente                | Hoofdplaats             | Kanton |
| ---------------------- | ----------------------- | ----------------------- | --- |
| Andrés Ibáñez          | Santa Cruz              | Santa Cruz              | Santa Cruz, Montero Hoyos, Palmar del Oratorio, Paurito |
| Andrés Ibáñez          | La Guardia              | La Guardia              | La Guardia, Km.12, El Carmen, Pedro Lorenzo, San José, Peji |
| Andrés Ibáñez          | El Torno                | El Torno                | El Torno, Jorochito, La Angostura, Limoncito |
| Andrés Ibáñez          | Cotoca                  | Cotoca                  | Cotoca, Puerto Pailas |
| Andrés Ibáñez          | Porongo (Ayacucho)      | Porongo                 | Ayacucho, Tervinto |
| Ángel Sandoval         | San Matías              | San Matías              | La Gaíba, Las Petas, San Matías, Santo Corazón |
| Chiquitos              | San José de Chiquitos   | San José de Chiquitos   | San José, San Juan |
| Chiquitos              | Pailón                  | Pailón                  | Canada Larga, Cerro Concepción, Pailón, Pozo del Tigre, Tres Cruces |
| Chiquitos              | Roboré                  | Roboré                  | Roboré, Santiago |
| Cordillera             | Lagunillas              | Lagunillas              | Lagunillas, Aquio (Ipati) |
| Cordillera             | Camiri                  | Camiri                  | Camiri, Choreti |
| Cordillera             | Charagua                | Charagua                | Charagua, Izozog, Parapeti Grande, Saipuru |
| Cordillera             | Cabezas                 | Cabezas                 | Abapo, Cabezas, Curiche, El Filo, Florida, Piray |
| Cordillera             | Gutiérrez               | Gutiérrez               | Gutiérrez, Ipita |
| Cordillera             | Boyuibe                 | Boyuibe                 | Boyuibe, La Ele |
| Cordillera             | Cuevo                   | Cuevo                   | Cuevo |
| Florida                | Samaipata               | Samaipata               | Samaipata, San Juan del Rosario |
| Florida                | Pampa Grande            | Pampa Grande            | Mataral, Pampa Grande |
| Florida                | Mairana                 | Mairana                 | Mairana |
| Florida                | Quirusillas             | Quirusillas             | Quirusillas |
| Germán Busch           | Puerto Suárez           | Puerto Suárez           | Puerto Suárez |
| Germán Busch           | Puerto Quijarro         | Puerto Quijarro         | Puerto Quijarro |
| Germán Busch           | El Carmen Rivero Tórrez | El Carmen Rivero Tórrez | El Carmen Rivero Tórrez |
| Guarayos               | Ascención de Guarayos   | Ascención de Guarayos   | Ascención de Guarayos, San Pablo, Santa María o Nueva Esperanza |
| Guarayos               | El Puente               | El Puente               | El Puente, Yotaú |
| Guarayos               | Urubichá                | Urubichá                | Mision Mons. Salvatierra, Urubichá, Yaguaru |
| Ichilo                 | Yapacani (San Juan)     | Yapacani                | Yapacani |
| Ichilo                 | San Carlos              | San Carlos              | San Carlos |
| Ichilo                 | San Juan                | San Juan de Yapacaní    | San Juan |
| Ichilo                 | Buena Vista             | Buena Vista             | Buena Vista, Sanisidro, San Javier, San Miguel |
| Ignacio Warnes         | Warnes                  | Warnes                  | Azusaqui, Chuchio, Juan Latino, Los Chacos, Tocomechi, Warnes |
| Ignacio Warnes         | Okinawa Uno             | Okinawa Uno             | Okinawa Uno, Ignacia Zeballos |
| José Miguel de Velasco | San Ignacio             | San Ignacio de Velasco  | San Ignacio, Santa Ana, Santa Rosa de Roca |
| José Miguel de Velasco | San Miguel              | San Miguel              | San Miguel |
| José Miguel de Velasco | San Rafael              | San Rafael              | El Tuna, San Fermin, San Rafael, Villa Fatima |
| Manuel María Caballero | Comarapa                | Comarapa                | Capillas, Comarapa, Manzanal, Pulquina, San Isidro, San Juan del Potrero, San Mateo, Torrecillas                                                                                              |
| Manuel María Caballero | Saipina                 | Saipina                 | Chilon, Oconi, Saipina |
| Ñuflo de Chávez        | Concepcion              | Concepción              | Concepcion, San Pedro, Santa Rosa del Palmar |
| Ñuflo de Chávez        | San Ramón               | San Ramón               | San Ramón |
| Ñuflo de Chávez        | San Javier              | San Javier              | San Javier, Santa Rosa de la Mina |
| Ñuflo de Chávez        | San Antonio de Lomerío  | San Antonio de Lomerio  | San Antonio de Lomerío |
| Ñuflo de Chávez        | San Julián              | San Julián              | San Julian, Saturnino |
| Ñuflo de Chávez        | Cuatro Cañadas          | Cuatro Cañadas          | Cuatro Cañadas |
| Obispo Santistevan     | Montero                 | Montero                 | Montero |
| Obispo Santistevan     | General Saavedra        | Saavedra                | General Saavedra |
| Obispo Santistevan     | Mineros                 | Mineros                 | Mineros |
| Obispo Santistevan     | Fernández Alonso        | Fernández Alonso        | Fernández Alonso |
| Obispo Santistevan     | San Pedro               | San Pedro               | San Pedro |
| Sara                   | Portachuelo             | Portachuelo             | La Estrella, Portachuelo |
| Sara                   | Santa Rosa              | Santa Rosa del Sara     | Palometas, Santa Rosa |
| Sara                   | Colpa Bélgica           | La Bélgica              | Colpa Bélgica |
| Vallegrande            | Vallegrande             | Vallegrande             | Alto Seco, Chaco, El Bello, Guadalupe, Khasa Monte, Loma Larga, Mankaillpa, Masicuri, Naranjos, Piraymiri, San Juan del Tucumancillo, Santa Ana, Santa Rosita, Sitanos, Temporal, Vallegrande |
| Vallegrande            | Moro Moro               | Moro Moro               | Abra el Astillero, Añapancu, Ariruma, La Laja, Moro Moro |
| Vallegrande            | Pucará                  | Pucará                  | Pucará, La Higuera |
| Vallegrande            | Postrer Valle           | Postrervalle            | Postrer Valle, San Juan de la Ladera, Tierras Nuevas |
| Vallegrande            | Trigal                  | Trigal                  | Aguada, Lagunillas, Muyurina, Trigal |

## Tarija
Departement Tarija is verdeeld in 6 provincies en 11 gemeenten:
| Provincie         | Gemeente          | Hoofdplaats | Kanton |
| ----------------- | ----------------- | ----------- | --- |
| Aniceto Arce      | Padcaya           | Padcaya     | Camacho, Cañas, Chaguaya, La Merced, Mecoya, Orozas, Padcaya, Rejara, Rosillas, San Francisco, Tacuara, Tariquia                                      |
| Aniceto Arce      | Bermejo           | Bermejo     | Arrozales, Bermejo, Candaditos, Porcelana |
| Burnet O'Connor   | Entre Ríos        | Entre Ríos  | Chimeo, Chiquiaca, Entre Ríos, Huayco, Ipaguazu, La Cueva, Narvaez, Salinas, San Diego, Suaruro, Tapurayo                                             |
| Cercado           | Tarija            | Tarija      | Alto España, Junacas, Lazareto, San Agustín, San Mateo, Santa Ana, Tarija, Tolomosa, Yesera                                                           |
| Eustaquio Méndez  | Villa San Lorenzo | San Lorenzo | Cajas, Calama, El Rancho, Erquis, La Victoria, Leon Cancha, San Lorencito, San Lorenzo, San Pedro de las Peñas, Sella Mendez, Tomatas, Tomatas Grande |
| Eustaquio Méndez  | El Puente         | El Puente   | Carrizal, Chayaza, Curqui, El Puente, Huarmachi, Ircalaya, Iscayachi, Paicho, Tomayapo                                                                |
| Gran Chaco        | Yacuíba           | Yacuíba     | Aguayrenda, Caiza, Yacuíba |
| Gran Chaco        | Villamontes       | Villamontes | Villamontes |
| Gran Chaco        | Caraparí          | Caripari    | Caraparí, Itau, Saladillo, Zapatero |
| José María Avilés | Uriondo           | Uriondo     | Chocloca, Juntas, Uriondo |
| José María Avilés | Yunchará          | Yunchará    | Arteza, Belen, Buena Vista, Churquis, Copacabana, Palqui, Noquera, San Pedro, Santa Cruz de Azloca, Tojo, Yunchará                                    |